# Idle, West Yorkshire
Idle är en stadsdel i Bradford, i distriktet Bradford, i grevskapet West Yorkshire, i England. Denna civil parish hade 10 516 invånare år 1951. Idle var ett distrikt från 1894 till 1899.